# Bayernpartei
Partia Bawarska (niem. Bayernpartei, BP) – niemiecka partia polityczna w południowym landzie Bawaria.

## Historia
Została założona w 1946 roku jako patriotyczna partia Bawarii, broniąca jej niepodległości. Razem z Unią Chrześcijańsko-Społeczną (CSU) jest postrzegana jako spadkobierczyni Bawarskiej Partii Ludowej sprzed II wojny światowej. Po sukcesach politycznych w latach 40. i 50. XX wieku, zaczęła tracić głosy wyborców. Poparcie dla partii spadało od kilkunastu procent w latach pięćdziesiątych XX wieku do 0,4% w roku 1978; ostatni raz wprowadziła reprezentantów do Landtagu w 1962 (poparcie 4,8% głosujących).
W wyborach w 2009 partia otrzymała ponad 48 tysięcy głosów, w wyborach parlamentarnych w 2013 otrzymała ona ponad 57 tysięcy głosów (ok. 0,13%).

Rozkład głosów w wyborach do Landtagu w 2013. We Frankonii partia uzyskała znacznie słabszy wynik niż w reszcie Bawarii. Najlepszy wynik partia odnotowała na obszarach wiejskich.

Partia startuje w wyborach do Landtagu Bawarii (w 2013 otrzymała 2,1% głosów; w powiecie Freyung-Grafenau 7,2%) oraz w wyborach do Europarlamentu (w 2009 otrzymała 1% głosów w Bawarii).
Partia działa w ramach Wolnego Sojuszu Europejskiego.